# 曽爾村立曽爾小中学校
曽爾村立曽爾小中学校（そにそんりつそにしょうちゅうがっこう）は、奈良県宇陀郡曽爾村にある義務教育学校。

## 概要
曽爾村唯一の義務教育学校である。2018年4月より施設分離型小中一貫教育校曽爾小中学校として小中一貫教育を実施していた。義務教育学校として開校する前に、曽爾中学校の校舎を改修し、当校校舎として使用している。

## 沿革

### 略歴
曽爾村立曽爾小中学校は、曽爾村立曽爾小学校と曽爾村立曽爾中学校が統合し、2020年4月1日に開校。

### 年表
- 2020年（令和2年）
  - 4月1日 - 開校。
  - 4月6日 - 開校式挙行。

## 学校行事
| - 4月 入学式・始業式 - 5月 - 6月 | - 7月 終業式 - 8月 始業式 - 9月 | - 10月 - 11月 - 12月 終業式 | - 1月 始業式 - 2月 - 3月 卒業式・終業式 |

## 通学区域
- 曽爾村全域

## 交通
- 近畿日本鉄道大阪線
  - 名張駅（三重県名張市）から三重交通バス「21系統・名張山粕西線」で、「今井」バス停まで43分～57分、下車後、徒歩約1.1km・約17分。
  - 榛原駅（奈良県宇陀市）から奈良交通バス「宇陀地域連携コミュニティバス（奥宇陀わくわくバス）」で、「曽爾」バス停まで53分、下車後、徒歩約1.1km・約17分。
    - 三重交通「今井」バス停及び奈良交通「曽爾」バス停から学校までの直線距離は約280mだが、道路の関係で大回りとなる。

  - なお、三重交通「今井」バス停と奈良交通「曽爾」バス停は、同一箇所にある。

## 周辺
- 曽爾村B&G海洋センター - 敷地が隣接。
- 曽爾村ヘリポート - 敷地が隣接。

以下の施設は直線距離では近いが、道路の関係で、距離が延びる。
- 曽爾村役場
- 絆の里ふれあいホール